# Betul
Betul é uma cidade e um município no distrito de Betul, no estado indiano de Madhya Pradesh.

## Geografia
Betul está localizada a 21° 55′ N, 77° 54′ L. Tem uma altitude média de 658 metros (2158 pés).

## Demografia
Segundo o censo de 2001, Betul tinha uma população de 83 287 habitantes. Os indivíduos do sexo masculino constituem 52% da população e os do sexo feminino 48%. Betul tem uma taxa de literacia de 76%, superior à média nacional de 59,5%; com 55% para o sexo masculino e 45% para o sexo feminino. 13% da população está abaixo dos 6 anos de idade.